# 華榮路
華榮路（Huarong Rd.），為高雄市鼓山區的一般道路，起端為翠華路，末端於明誠三路口續接龍德路。

## 行經行政區域
- 鼓山區

## 沿線設施
（由北至南）
- 高雄鐵路綠園道
- 萊爾富便利商店鼓山華泰門市
- 順發3C量販華榮店
- 瑞豐市場
- 中華電信華榮服務中心
- 燦坤華榮店
- 台灣大哥大高雄華榮直營服務中心
- 華榮公園

## 公車資訊
- 南台灣客運
  - 16 警廣站－高應大

## 公共自行車
- 高雄市公共自行車租賃系統：
  - 華榮翠華路口：華榮路/翠華路(東南側)
  - 華榮慶豐路口：華榮路345號前方
  - 華榮公園：文信路/華榮路口(西南側華榮公園內)

## 相關連結
- 高雄市主要道路列表